# Satakunnan Kansa
Satakunnan Kansa (sv. Satakundas Folk), Satakundas största tidning som skriver till största del om lokala nyheter inom Satakunda. 
Tidningen, som ges ut i Björneborg, kan sägas vara oberoende liberal. Tills 1989 var Satakunnan Kansa "språkrör" för Samlingspartiet.